# Listă de stareți ai Mănăstirii Cernica
| Prima perioadă     |                            |                                                              |
| atestat 1629-      | Atanasie I                 |                                                              |
|                    | ...                        |                                                              |
| atestat 1654       | Varlaam                    |                                                              |
|                    | ...                        |                                                              |
| 1658-1659          | Atanasie al II-lea         |                                                              |
|                    | ...                        |                                                              |
| 1668-1678          | Ștefan I                   |                                                              |
| atestat 1678       | Vasile                     |                                                              |
|                    | ...                        |                                                              |
| atestat 1698, 1699 | Serafim I                  |                                                              |
|                    | ...                        |                                                              |
| atestat 1706       | Sevastian                  |                                                              |
|                    | ...                        |                                                              |
| c1720-c1730        | Serafim al II-lea          |                                                              |
|                    | ...                        |                                                              |
| atestat 1734       | Savatie                    |                                                              |
|                    | ...                        |                                                              |
| atestat 1739       | Luca                       |                                                              |
| 1739               | Mihail                     |                                                              |
| 1740               | Teodosie                   |                                                              |
| 1740               | Gherasim                   |                                                              |
| 1740-1781          | Mănăstirea a fost părăsită |                                                              |
| A doua perioadă    |                            |                                                              |
| 1781-1806          | Gheorghe Ardeleanul        | Arhimandrit, canonizat de BOR in anul 2005                   |
| 1807-1816          | Timotei                    |                                                              |
| 1816-1818          | Dorothei                   |                                                              |
| 1818-1850          | Calinic cel Sfânt          | Episcop de Râmnic (1851-1868), canonizat de BOR in anul 1955 |
| 1850-1854          | Nicandru                   |                                                              |
| 1854-1864          | Diomid                     |                                                              |
| 1864-1873          | Ștefan al II-lea           |                                                              |
| 1873-1893          | Ioil Vasilescu             |                                                              |
| 1893-1895          | Silvestru Petrescu         |                                                              |
| 1895-1896          | Ilarion Constantinescu     |                                                              |
| 1896-1921          | Visarion Ionescu           |                                                              |
| 1921               | Dionisie Georgescu         |                                                              |
| 1922               | Iustin Șerbănescu          |                                                              |
| 1925-1933          | Zosima Pârvulescu          | Protosinghel                                                 |
| 1933-1934          | Hrisant                    | Protosinghel                                                 |
| 1935-1939          | Zosima Pârvulescu          | Protosinghel                                                 |
| 1939-1940          | Chesarie Păunescu          | Arhimandrit                                                  |
| 1940-1941          | Dionisie Udrișteanu        | Arhimandrit                                                  |
| 1941-1942          | Atanasie Dincă             | Arhimandrit                                                  |
| 1942-1943          | Ioil Babaca                | Arhimandrit                                                  |
| 1943-1944          | Inochentie Tănăsoiu        | Arhimandrit                                                  |
| 1944-1945          | Emilian Antal              | Arhiereu                                                     |
| 1945-1947          | Partenie Bușcu             | Arhimandrit                                                  |
| 1947-1952          | Efrem Enăchescu            | Arhiepiscop al Chișinăului, Mitropolit al Basarabiei         |
| 1952-1959          | Atanasie Gladcovschi       | Arhimandrit                                                  |
| 1959-1973          | Roman Stanciu              | Arhimandrit, ulterior Episcop-Vicar patriarhal               |
| 1973-1981          | Nifon Bărbieru             | Arhimandrit                                                  |
| 1981-1985          | Calinic Argatu             | Arhimandrit, ulterior Arhiepiscop al Argeșului și Muscelului |
| 1986-1990          | Teofil Panait              | Arhimandrit                                                  |
| 1990-1994          | Dorotei Tudorache          | Protosinghel                                                 |
| 1994-2001          | Clement Popescu            | Arhimandrit                                                  |
| 2001-2010          | Macarie Ciolan             | Arhimandrit                                                  |
| 2010-2019          | Maxim Bădoiu               | Arhimandrit                                                  |
| 2019 -             | Vasile Pârjol              | Protosinghel                                                 |